# Victor Hugo Melgar
Víctor Hugo Melgar Bejarano (Tarija, Bolivia; 28 de febrero de 1988) es un futbolista boliviano que juega como centrocampista y su equipo actual es CDT Real Oruro de la Primera División de Bolivia.

## Clubes
| Club                    | País    | Año               |
| ----------------------- | ------- | ----------------- |
| Unión Central           | Bolivia | 2006 - 2009       |
| Ciclón                  | Bolivia | 2009              |
| Wilstermann             | Bolivia | 2010 - 2011       |
| Blooming                | Bolivia | 2012 - 2013       |
| The Strongest           | Bolivia | 2013 - 2015       |
| Universitario de Sucre  | Bolivia | 2015 - 2017       |
| San José                | Bolivia | 2018              |
| Wilstermann             | Bolivia | 2019              |
| Always Ready            | Bolivia | 2020 - 2021       |
| Independiente Petrolero | Bolivia | 2022 - 2023       |
| Gualberto Villarroel    | Bolivia | 2024              |
| CDT Real Oruro          | Bolivia | 2025 - Actualidad |

## Palmarés

### Títulos nacionales
| Título           | Club              | País    | Año           |
| ---------------- | ----------------- | ------- | ------------- |
| Primera División | Jorge Wilstermann | Bolivia | Apertura 2010 |
| Primera División | The Strongest     | Bolivia | Apertura 2013 |
| Primera División | San José          | Bolivia | Clausura 2018 |
| Primera División | Jorge Wilstermann | Bolivia | Clausura 2019 |
| Primera División | Always Ready      | Bolivia | Apertura 2020 |